# Aeropuerto Internacional de Cerro Largo
El Aeropuerto Internacional de Cerro Largo o Aeropuerto Internacional de Melo (IATA: MLZ, OACI: SUMO) es un aeropuerto público que sirve a la ciudad de Melo, en Uruguay, situado a 11 km al noroeste de la ciudad.
Actualmente opera vuelos domésticos e internacionales no regulares, tanto bajo reglas de vuelo instrumental como bajo reglas de vuelo visual, y su categoría OACI es 3C. Su capacidad máxima es para unos 300 000 pasajeros anuales.

## Actualidad
El aeropuerto de Melo es administrado y mantenido por el Ministerio de Defensa Nacional. El equipamiento y la tecnología de esta terminal ha quedado casi obsoleto debido a limitaciones financieras, por lo que en diciembre de 2020 el gobierno uruguayo creó el Sistema Nacional de Aeropuertos Internacionales (SNAI), con el fin de priorizar el desarrollo de servicios aeroportuarios en el país. En abril de 2021 se estableció que Melo sería uno de los ocho aeropuertos que integrarían este sistema. El poder ejecutivo prevé licitar la concesión de sus operaciones a privados por un mínimo de 30 y un máximo de 50 años. Los requisitos son llevar a cabo obras de infraestructura y acondicionamiento de pistas, tecnología de control de vuelos y modernización de servicios de tierra para aumentar la capacidad de aeronaves de pasajeros y cargas.

## Pista
El aeródromo cuenta con una única pista de aterrizaje, la 07/25, de tratamiento bituminoso y con 1512 metros de largo y 30 de ancho.

## Aerolíneas y destinos
En las décadas de 1970 y 1980 fue un importante aeropuerto de escala en la ruta de TAMU Montevideo-Rivera. En la década del 2000 se había estudiado la posibilidad de transformarlo en escala de la ruta internacional Montevideo-Porto Alegre.

### Destinos nacionales cesados
- PLUNA
  - Montevideo, Uruguay / Aeropuerto Internacional de Carrasco
  - Rivera, Uruguay / Aeropuerto Internacional Presidente General Óscar D. Gestido
  - Treinta y Tres, Uruguay / Aeródromo de Treinta y Tres
  - Vichadero, Uruguay / Aeropuerto Departamental de Vichadero

- Transporte Aéreo Militar Uruguayo (TAMU)
  - Artigas, Uruguay / Aeropuerto Internacional de Artigas
  - Montevideo, Uruguay / Aeropuerto Internacional de Carrasco
  - Rivera, Uruguay / Aeropuerto Internacional Presidente General Óscar D. Gestido
  - Tacuarembó, Uruguay / Aeropuerto Departamental de Tacuarembó
  - Treinta y Tres, Uruguay / Aeródromo de Treinta y Tres

## Estadísticas
En 2020 se realizaron 386 vuelos nacionales y 10 vuelos internacionales de taxis aéreos, y transitaron un total de 133 pasajeros nacionales y 21 pasajeros internacionales.

## Acceso
El acceso al aeropuerto se encuentra en el kilómetro 429 de la ruta 26. Se accede a Melo por los caminos Sirio Rodríguez y Pallares al sur, y la ruta 26 al este. La ciudad cuenta con servicio de taxis y remises a requerimiento.